# Carlos Montero Castiñeira
Pour les articles homonymes, voir Montero (homonymie) et Castiñeira.
Carlos Montero Castiñeira, né à Celanova, dans la  province d'Ourense, en Galice, le 9 octobre 1972, est un scénariste et producteur de cinéma espagnol.

## Biographie
Durant sa jeunesse, il est étudiant en sciences de l'information à l'Université Complutense de Madrid.
Il est célèbre pour être le créateur de séries de télévision reconnues internationalement, telles que :
- Physique ou Chimie[2] ;
- Élite;
- Après toi, le chaos[3];
- Respira, série médicale à succès de 2024, avec Najwa Nimri, Manu Ríos et Ana Rayo[4].